# Охос дел Саладо
Охос дел Саладо (шпански: Ojos del Salado) је стратовулкан који се налази на граници Аргентине и Чилеа. Припада андском планинском ланцу. Охос дел Саладо је највиша вулканска планина на Земљи са највишом тачком на 6 893 m надморске висине, односно друга по висини планина на западној и јужној хемисфери. Налази се око 600 кm северно од Аконкагве, највише планине на западној хемисфери.
Планина је лоцирана у близини пустиње Атакаме, због чега има суве климатске услове са снежним капама које обично остају на врху само током зиме. И поред тога, јаке летње олује могу да покрију подручје са неколико метара снега. Упркос овим генерално сувим условима који владају у том подручју, на источној страни планине постоји стално кратерско језеро пречника око 100 m на надморској висини од 6 390 m.

## Географске одлике
Охос дел Саладо је део Високих Анда и уздиже се са јужног краја Пуна де Атакаме, висоравни са просечном надморском висином од 4 000 m која се налази уз Атакаму. Граница Аргентине и Чилеа води преко врха планине у правцу исток-запад. Аргентински део планине припада провинцији Катамарка, а чилеански је у провинцији Копијапо, у региону Атакама. Аутопут Рута 31, који води преко чилеанског Копијапа, западно од вулкана, и Пасо Сан Франциска до Аргентине, лежи око 20 километара северно од вулкана, што Охос дел Саладо чини приступачнијим од осталих вулкана у региону. Регион је ненасељен са оскудним водним ресурсима, а до многих његових делова воде само земљани путеви.
Охос дел Саладо није једноставан купасти врх, већ масиван/комплексан вулкан формиран преклапањем мањих вулкана, са више од 20 кратера. Две структуре, не шире од 2,5 km, са источне и западне стране утврђују 1,3 са 0,5 km широки кратер на врху. На ободу кратера, који је нижи на северној страни, избијају базалт, шљунак, пловућац и скорија. Други кратер ширине 300–400 m лежи западно од поменутог кратера. Наводно, врх је одвојен дубоким јазом на два посебна дела. Масивни кратки токови дацитске лаве чине језгро вулканске области које је димензија 13x12 km, али пирокластични материјал покрива већи део области врха.
Масив се уздиже око 2 km изнад околног терена и покрива овалну површину од око 70 km2, односно 160 km2 терена са куполама од лаве, лавичним токовима, пирокластичним купама и вулканским кратерима. Показује одлике затрпане калдере, односно 2,5 km широке депресије. Такође је забележена појава структуре налик рифту са бројним малим кратерима. Вулканске купе на западном боку заузимају правац пружања север-североисток. Серо Соло и Фраиле престављају велике лавичне куполе које се налазе боковима Охос дел Салада, карактеристичне по пирокластичним токовима.